# Clément Parisse
Clément Parisse (Évry, 6 de julio de 1993) es un deportista francés que compite en esquí de fondo.
Participó en dos Juegos Olímpicos de Invierno, obteniendo dos medallas en la prueba de relevo, bronce en Pyeongchang 2018 (junto con Jean-Marc Gaillard, Maurice Manificat y Adrien Backscheider) y bronce en Pekín 2022 (con Richard Jouve, Hugo Lapalus y Maurice Manificat).
Ganó dos medallas de bronce en el Campeonato Mundial de Esquí Nórdico, en los años 2019 y 2021.

## Palmarés internacional
| Juegos Olímpicos   | Juegos Olímpicos            | Juegos Olímpicos  | Juegos Olímpicos |
| Año                | Lugar                       | Medalla           | Prueba           |
| ------------------ | --------------------------- | ----------------- | ---------------- |
| 2018               | Pyeongchang (Corea del Sur) | Medalla de bronce | Relevo 4 × 10 km |
| 2022               | Pekín (China)               | Medalla de bronce | Relevo 4 × 10 km |
| Campeonato Mundial |                             |                   |                  |
| Año                | Lugar                       | Medalla           | Prueba           |
| 2019               | Seefeld (Austria)           | Medalla de bronce | Relevo 4 × 10 km |
| 2021               | Oberstdorf (Alemania)       | Medalla de bronce | Relevo 4 × 10 km |